# Curth Hson
Kurt Hugo Nilsson, känd som Curth Hson, född 4 december 1924 i Boden, Överluleå församling, död 27 mars 1988 i Bromma, var en svensk pornografisk tidningsförläggare.
Hson gjorde sig mest känd som utgivare av en rad, med tiden allt grövre, pornografiska tidningar, däribland "Pin up" 1945–1979, "Kavalkad" 1949–1976, "Piff" 1954–1988, "Raff" 1957-1982, "Paff" 1962–1982 och "Sextas" 1967–1976 samt tidningen "Veckans brott" 1973–1988, vilken innehöll kriminalreportage, men utgav även en rad böcker av pornografisk eller halvpornografisk karaktär. Åren 1950–1953 var han också ansvarig utgivare för serietidningen Alla tiders seriejournal.